# Bảo tàng Giáo dục tại Bydgoszcz

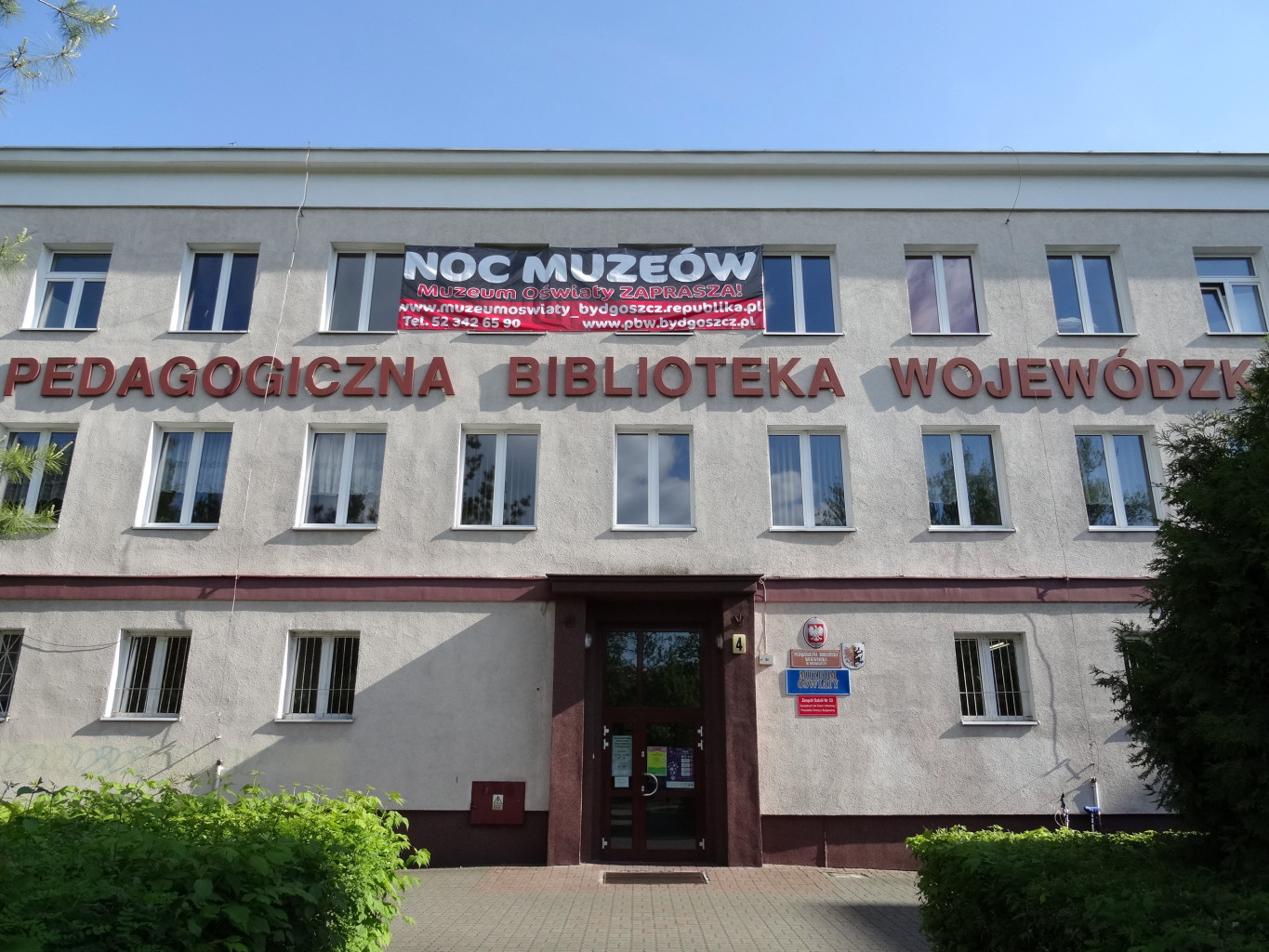
Cổng của bảo tàng

Bảo tàng giáo dục tại Bydgoszcz (tiếng Ba Lan: Muzeum Oświaty w Bydgoszczy) là viện bảo tàng nằm ở Bydgoszcz, trưng bày về lịch sử ngành giáo dục và thiết bị dạy học ở Bydgoszcz nói riêng và vùng Kujawsko-Pomorskie nói chung, từ thời kỳ phân vùng Phổ cho đến ngày nay.

## Lịch sử

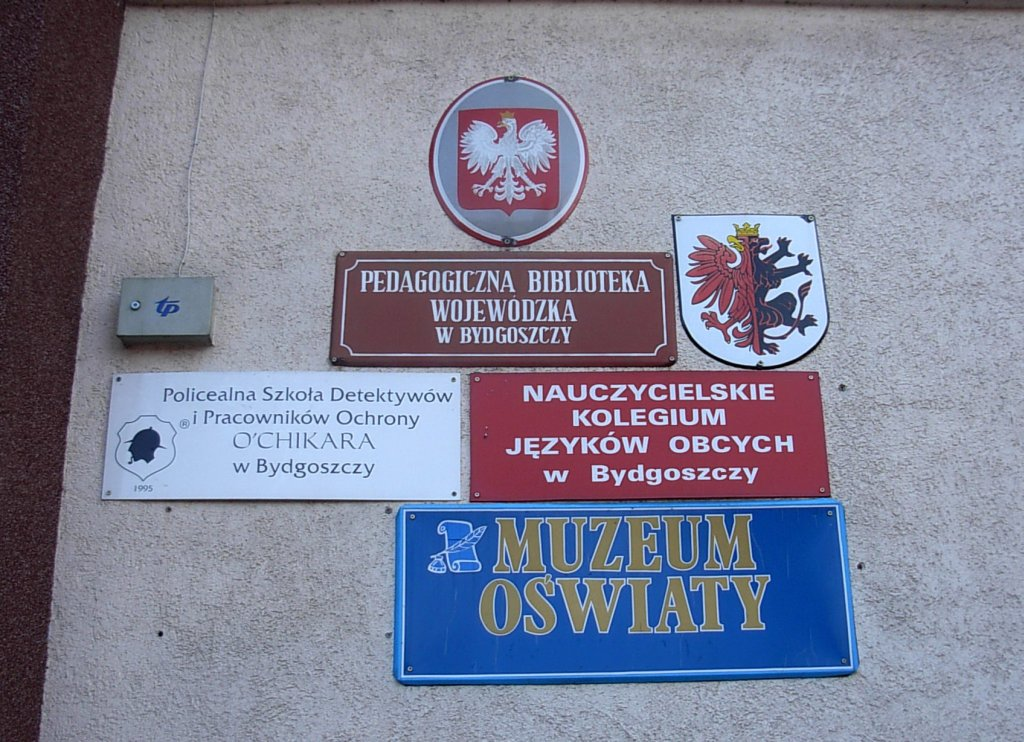
Bảng tin

Bảo tàng được thành lập vào ngày 30 tháng 4 năm 1979, do một nhóm nhà giáo về hưu. Đây là viện Bảo tàng Kỷ vật Nhà giáo đầu tiên của Ba Lan. Người khởi xướng thành lập bảo tàng là Stanisław Lisewski. Nhờ sự nỗ lực của ông, Hội đồng sáng lập thành lập. 2 chủ tịch đầu tiên của hộ là Bronisław Pozorski và Franciszek Grott . Hoạt động của bảo tàng được quyết định bởi Hội đồng Công trình của Hiệp hội Giáo viên Ba Lan có trụ sở số 9 phố Kołłątaj .
Ban đầu, bảo tàng tập hợp khoảng 1.000 vật phẩm tồn kho, được trưng bày trong bốn phòng triển lãm ở tầng hầm của tòa nhà .
Ban đầu, bảo tàng là cơ sở giáo dục ngoài nhà trường .

## Phòng ban
Hệ thống tổ chức nội bộ gồm các phòng ban sau :
- Bộ sưu tập Bảo tàng - thu thập thiết bị trường học, chân dung, biểu tượng, đồ dùng học tập của học sinh và giáo viên, quần áo học sinh;
- Phòng Tài liệu Đời sống Xã hội - thu thập thông tin hướng dẫn, áp phích, lịch, chương trình các sự kiện và lễ kỷ niệm, quy định của trường, mã số sinh viên, văn bằng, giấy mời, giấy xác nhận, cờ hiệu, huy hiệu, ghi âm và phim giáo dục;
- Cục Lưu trữ - chứa bộ sưu tập và cổ vật, tiểu sử và biên niên sử;
- Bộ sưu tập sách - thu thập sách giáo khoa, chương trình giảng dạy, các mẩu báo chí và tạp chí được sử dụng trong giáo dục Ba Lan.

## Tham quan
Bảo tàng mở cửa vào thứ hai, thứ tư và thứ sáu từ 8 giờ đến 15 giờ, và vào thứ ba từ 8 giờ đến 17 giờ. Vé vào cửa bảo tàng có giá 2 zloty..